# Нижні Приски
Нижні Приски (рос. Нижние Прыски) — село в Козельському районі Калузької області Російської Федерації.
Населення становить 513 осіб. Входить до складу муніципального утворення Село Нижні Приски.

## Історія
Від 2004 року входить до складу муніципального утворення Село Нижні Приски.

## Населення
| 2002 | 2010 |
| ---- | ---- |
| 411  | ↗513 |